# Sprawiedliwi (dramat)

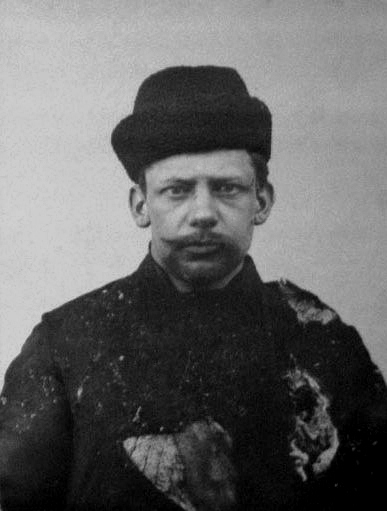
Iwan Kalajew, główny bohater dramatu Sprawiedliwi

Sprawiedliwi (oryg. fr. Les Justes) – dramat Alberta Camusa napisany w latach 1948–1949.

## Okoliczności powstania utworu
W notatkach Alberta Camusa pierwsza wzmianka o planowanym utworze poświęconym eserowcom pojawia się w zapiskach z czerwca 1947. Pisarz wspomina wówczas o utworze poświęconym Iwanowi Kalajewowi obok planowanych dzieł związanych tematycznie z problemem buntu. Camus już wcześniej rozważał jednak problem morderstw dokonywanych z powodów ideologicznych, co uważał za kluczowy problem do rozważenia w kontekście refleksji nad buntem. W tym czasie zaczął bliżej zapoznawać się z historią rosyjskich radykalnych ruchów lewicowych. Materiał uzyskany w ten sposób wykorzystał nie tylko przy pracy nad Sprawiedliwymi, ale i w eseju Człowiek zbuntowany, który powstawał równolegle z dramatem. W lipcu 1947 Camus miał już sprecyzowany projektu utworu. Oprócz wątku rewolucyjnego postanowił wówczas uwzględnić w dramacie bardziej rozbudowany motyw miłości. Postać terrorystki zakochanej w swoim towarzyszu i zadającej sobie pytania o prawo i zdolność działacza politycznego do takich uczuć miała wnosić dodatkowy kontrast pomiędzy miłością do drugiego człowieka a abstrakcyjną miłością wobec całej ludzkości. Camus pragnął również ukazać różne postawy wśród terrorystów: od fanatycznego, działającego na zasadzie "cel uświęca środki" Stiepana, poprzez romantycznego Kalajewa, aż po Dorę, której nie są obce wahania w kwestii taktyki organizacji. Inspiracją dla niego były tutaj postacie historycznych działaczek Narodnej Woli: Zofii Perowskiej, Wiery Figner, Wiery Zasulicz, o których zbierał wszystkie możliwe dane.
Po zgromadzeniu materiału historycznego Camus szybko ukończył dramat w znanej współcześnie postaci. Jedynie akt IV, zwłaszcza scena odwiedzin wielkiej księżnej w celi Kalajewa, ulegał znacznym modyfikacjom. Pisarz dokonał również drobnych poprawek stylistycznych, zwłaszcza w wypowiedziach Dory i Kalajewa, by bez wątpliwości oddać charakter łączących ich uczuć.

## Treść

### Akt I
Akcja dramatu rozgrywa się w konspiracyjnym lokalu organizacji bojowej eserowców. Jej członkowie Dora Dulebowa i Borys Annenkow oczekują powrotu swojego towarzysza, Stiepana Fiedorowa, który po trzech latach w więzieniu zdołał uciec do Szwajcarii, a stamtąd ponownie przedostać się do Rosji. Stiepan po nadejściu deklaruje chęć wzięcia udziału w najbliższym szykowanym przez eserowców zamachu. Annenkow oznajmia, że ofiara została już wybrana: ma być nią wielki książę Sergiusz Aleksandrowicz Romanow. Fiedorow jest zachwycony perspektywą zamachu bombowego i chce sam zabić księcia. Annenkow ma już jednak innych kandydatów: Aleksego Wojnowa, byłego studenta uniwersytetu, i Iwana Kalajewa, zwanego Jankiem lub Poetą. Pojawiają się również przyszli zamachowcy. Między Stiepanem i Kalajewem niemal natychmiast dochodzi do sprzeczki: fanatyczny Fiedorow zarzuca Kalajewowi zbyt swobodne podejście do życia, traktowanie zamachu jako szansy na samorealizację. Kalajew głosi miłość dla całego społeczeństwa - Fiedorow twierdzi, że możliwa jest jedynie walka o sprawiedliwość, zaś działający na jej rzecz terroryści nie są zdolni, by równocześnie kogokolwiek kochać.  Po odejściu Stiepana Dora przekonuje Kalajewa, by nie przejmował się zarzutami towarzysza. Chwali jego odwagę i wiarę w sprawę. Kalajew raz jeszcze zapewnia, że w momencie zamachu nie zawaha się rzucić bomby.

### Akt II
Dzień zamachu. Annenkow, dowodzący całą akcją, i Dulebowa, odpowiedzialna za wykonywanie bomb, oczekują w mieszkaniu na wyniki działań Wojnowa i Kaliejewa. Okazuje się jednak, że kareta wielkiego księcia odjechała nietknięta. Najpierw zjawia się Wojnow, stwierdzając, że Kalajew nie rzucił bomby. Zjawia się również sam niedoszły zamachowiec. Tłumaczy, że nie był w stanie zaatakować powozu, w którym oprócz wielkiego księcia były jego adoptowane dzieci i żona. Wzbudza tym wściekłość Stiepana, który oznajmia, że prawdziwy rewolucjonista, dla wykonania rozkazu organizacji, nie zawahałby się przed zabiciem niewinnych osób razem z wielkim księciem. Wybucha między nimi dyskusja o honorze rewolucjonisty i poświęcaniu życia własnego i innych. Annenkow i Dora przerywają im jednak, opowiadając się po stronie Kalajewa. Ten ostatni obiecuje, że ponownie spróbuje zabić wielkiego księcia za dwa dni.

### Akt III
Dwa dni później. Kalajew i Wojnow oczekują na moment dokonania zamachu. W pewnym momencie Wojnow prosi Annenkowa o chwilę rozmowy: pragnie odejść z organizacji bojowej, zająć się propagandą, gdyż boi się chwili zabójstwa. Annenkow zgadza się. W rozmowie z Kalajewem Dora wspomina swoją beztroską młodość, kiedy nie należała jeszcze do organizacji. Wyznaje mu, że jej dawna miłość do niego, mimo zaangażowania w sprawę, nie zgasła. Żąda, by Kalajew zadeklarował, że kochałby ją także wtedy, gdyby nie była działaczką rewolucyjną. Ten jednak nie potrafi tego powiedzieć. Stwierdza, że w ich sytuacji miłość jest niemożliwa. Odchodząc, by dokonać zamachu, stwierdza, że Rosja będzie kiedyś piękna. W rozmowie z Dulebową Stiepan stwierdza, że źle oceniał Kalajewa: widzi, że jest on zdecydowanym na wszystko terrorystą. Po chwili z ulicy dobiega huk - Kalajew rzucił bombę w powóz wielkiego księcia.

### Akt IV
Kalajew, osadzony w celi w więzieniu Butyrki, po ośmiu dniach izolacji otrzymuje możliwość rozmowy z współwięźniem imieniem Foka, skazanym za potrójne zabójstwo na 20 lat pozbawienia wolności. Próbuje przekonać go do swoich idei, wzięcia sprawiedliwości w swoje ręce. Foka twierdzi jednak, że idealne społeczeństwo, w które wierzy Kalajew, możliwe jest jedynie w królestwie bożym. Wreszcie oznajmia, że ich dalsza rozmowa jest niewskazana, gdyż to on, w zamian za skrócenie kary, wykona na Kalajewie wyrok śmierci przez powieszenie. Po chwili w celi pojawia się szef policji Skuratow, proponując Kalajewowi ocalenie życia w zamian za współpracę. Ten jednak odmawia. Razem ze Skuratowem do więzienia przychodzi żona zamordowanego, Elżbieta Fiodorowna. Próbuje ona zmienić myślenie Kalajewa, przekonać go, że zabijając Sergiusza unicestwił żywego człowieka, a nie mityczną istotę uciskającą naród rosyjski. Twierdzi, że nie było różnicy między wielkim księciem a dziećmi, których życie Kalajew uznał za warte ocalenia. Oznajmia również, że będzie modliła się za zabójcę przed Bogiem i ludźmi, choć ten żywo przeciw temu protestuje.

### Akt V
Tydzień później. Dora, Annenkow i Wojnow zastanawiają się nad losem Kalajewa, komentują jego nieugiętą postawę w czasie procesu. Wojnow próbuje przekonać Dorę, że Janek może zostać ułaskawiony, kobieta nie ma jednak złudzeń co do losu ukochanego. Pojawia się Stiepan, mający wiadomości z miejsca egzekucji, która jak się okazuje miała już miejsce. Na prośbę Dory opowiada w szczegółach o ostatnich chwilach Kalajewa. Kiedy dochodzi do momentu jego powieszenia, Annenkow zaczyna płakać. Dora w uniesieniu woła, by przestał, i oznajmia, że poprzez swoją śmierć Kalajew osiągnął szczęście. Żąda od Annenkowa, by to ją wyznaczył do dokonania kolejnego zamachu, by mogła tak jak Kalajew zabić "wroga ludu" i zostać za to stracona.

## Publikacja
W 1949 Camus opatrzył wydane dzieło krótką przedmową, w której podkreślał historyczną inspirację utworu, twierdząc, że wszystkie przedstawione w dramacie postacie miały swoje autentyczne pierwowzory. W tym samym roku, 15 grudnia, Sprawiedliwi zostali po raz pierwszy wystawieni na scenie w Théâtre Hébertot, w reżyserii Paul Œttly’ego, który zagrał w spektaklu rolę Skuratowa. W rolach Kalajewa i Dory wystąpili Serge Reggiani i Maria Casares.
W wydaniu z 1955 Camus rozwinął przedmowę. Zawarł w niej swoje refleksje nt. współczesnego mu dramatu oraz podkreślił swoją sympatię dla postaci Dory i Kalajewa.